# Palazzo Monterrey
Il Palazzo Monterrey è un palazzo che si trova nel centro di Salamanca in Spagna.
Il palazzo venne fatto costruire nel 1539 da Alonso de Acevedo Zúñiga, terzo conte di Monterrey e viceré di Napoli, su progetto di Rodrigo Gil de Hontañón e Fra Martín de Santiago.
Il palazzo venne progettato come un gran rettangolo, ma se ne costruì solo un'ala con i due torrioni agli angoli, e rappresenta uno dei primi esempi dello stile rinascimentale spagnolo.
Sebbene sia di proprietà dei duchi d'Alba, è possibile visitarne in parte l'interno.